# Штаб-квартира Министерства национальной обороны (Канада)

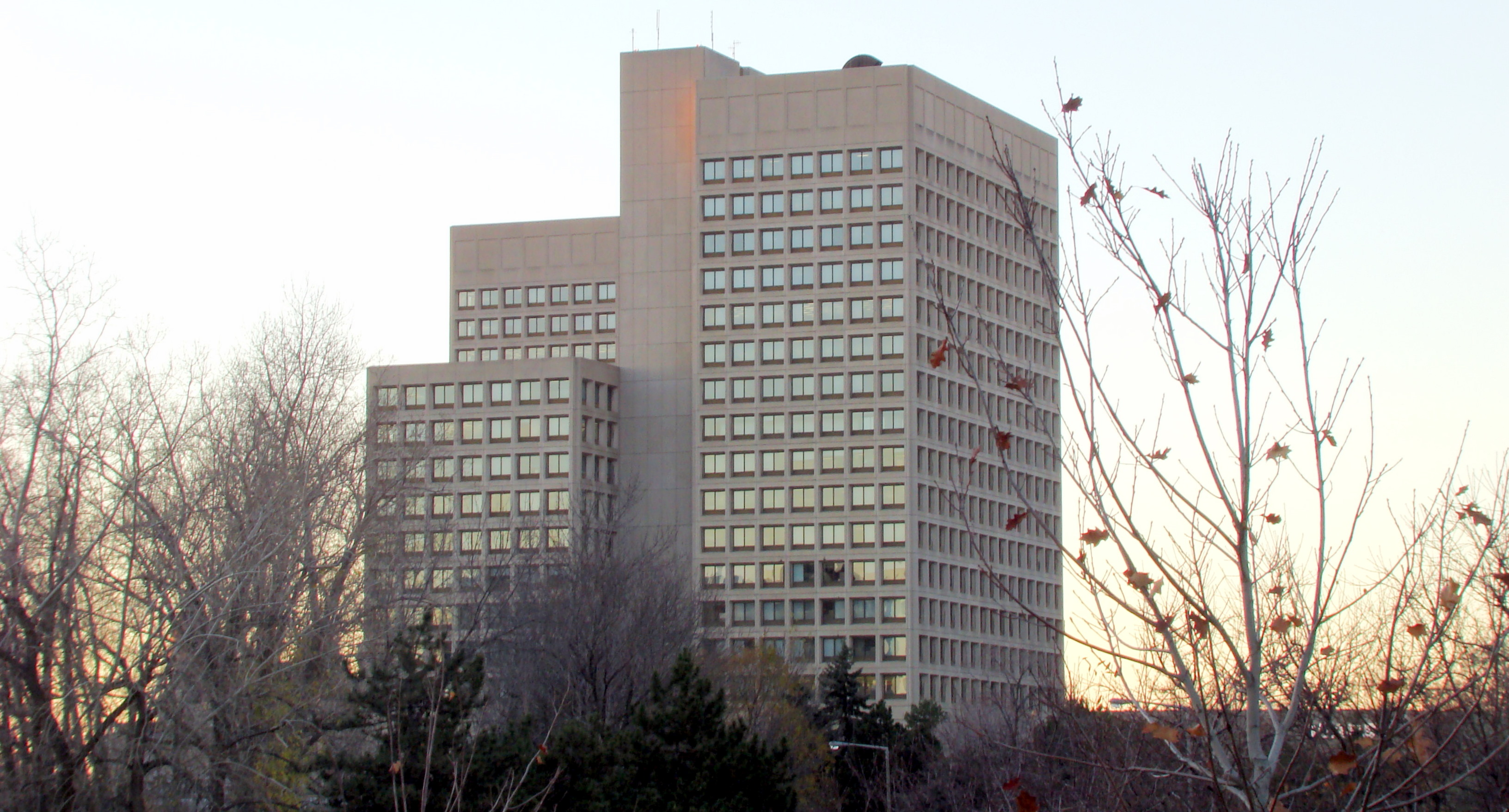
Здание имени генерал-майора Джорджа Р. Пиркса

Штаб-кварти́ра Министе́рства национа́льной оборо́ны (англ. National Defence Headquarters, NDHQ) — штаб-квартира Министерства национальной обороны Канады (МНО) и Канадских вооружённых сил. Штаб-квартира в действительности состоит из нескольких контор, размещённых по всей Национальной столичной области, однако, под ней обычно подразумевают здание имени генерал-майора Джорджа Р. Пиркса по адресу 101, Кенел-Бай-драйв в Оттаве.
Штаб-квартира находится в ведении Министерства национальной обороны, поэтому в её состав входят секретариат заместителя министра (ЗМ), секретариат начальника штаба обороны (НШО), секретариат заместителя начальника штаба обороны и все штабов «первого уровня»:
- НШО подчиняются штабы всех генерирующих и оперативных командований Канадских вооружённых сил:
  - Командование ВМС Канадских вооружённых сил
  - командование сухопутных войск Канадских вооружённых сил
  - Командование ВВС Канадских вооружённых сил
  - Командование Канады
  - Командование экспедиционных войск Канады
  - Командование войск специального назначения Канады
  - Командование оперативной поддержки Канады

- ЗМ подчиняются несколько помощников заместителя министра (ПЗМ):
  - ПЗМ (стратегия)
  - ПЗМ (наука и техника)
  - ПЗМ (материальная часть)
  - ПЗМ (финансовые и корпоративные услуги)
  - ПЗМ (инфраструктура и окружающая среда)
  - ПЗМ (управление информацией)
  - ПЗМ (общество и политика)